# Marie Gamillscheg

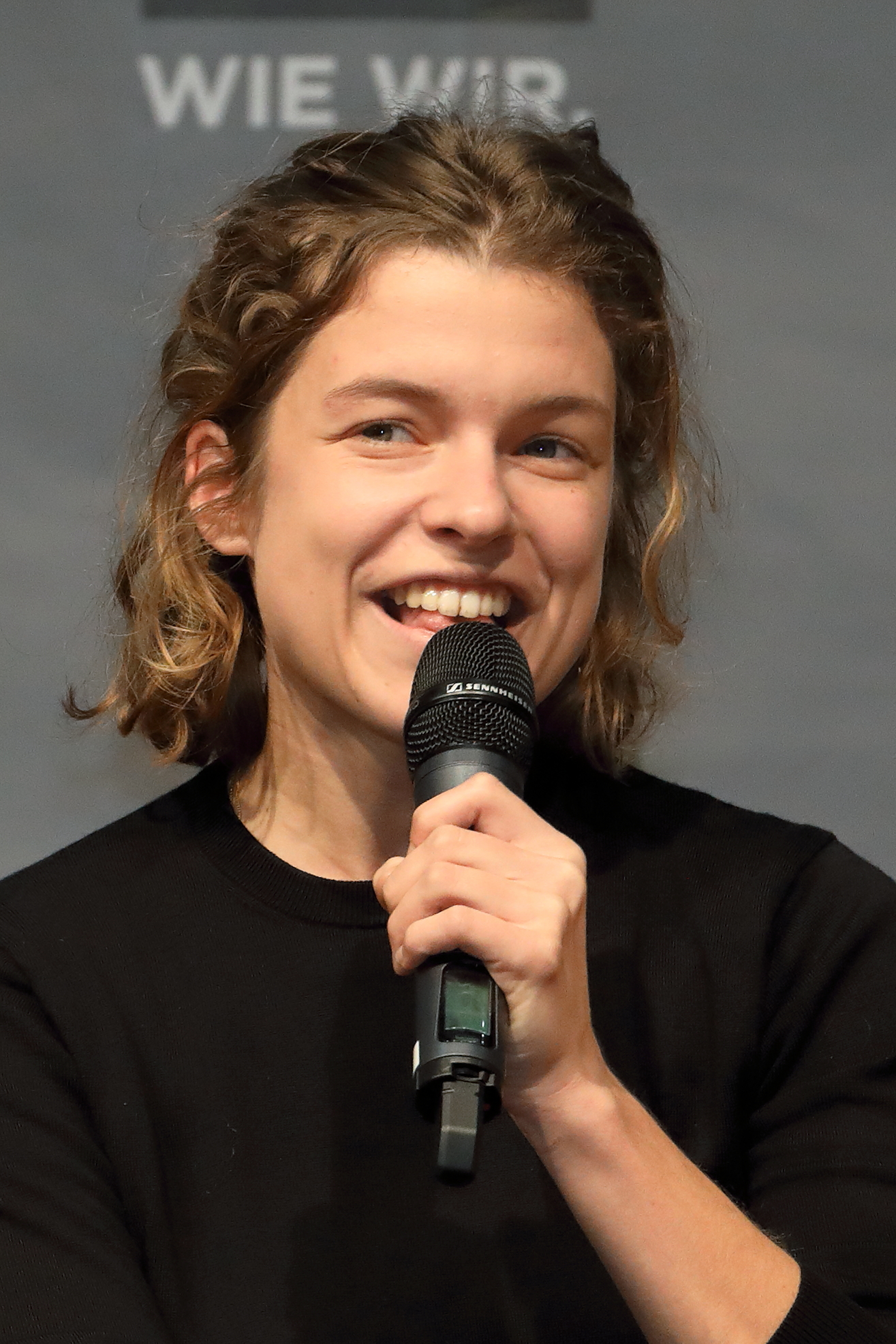
Marie Gamillscheg (2018)

Marie Gamillscheg (* 1992 in Graz) ist eine österreichische Autorin.

## Leben
Gamillscheg begann schon früh zu schreiben. Schon im Volksschulalter wurde sie Mitglied bei der Jugend-Literaturwerkstatt-Graz. Nach der Matura studierte sie Transkulturelle Kommunikation mit den Sprachen Französisch und Russisch an der Karl-Franzens-Universität Graz, später ging sie für ein Masterstudium Osteuropastudien an der Freien Universität nach Berlin. Während ihres Studiums absolvierte sie einige Praktika im Bereich des Journalismus und begann selbst als freie Journalistin zu arbeiten. 2016 nahm sie am 20. Klagenfurter Literaturkurs im Rahmen des Ingeborg-Bachmann-Preises teil. Literarische Arbeiten veröffentlichte sie unter anderem in den Zeitschriften manuskripte, Lichtungen und Edit.  Sie ist als freie Journalistin für Die Zeit und Zeit Campus tätig, sowie als Übersetzerin. Heute lebt die Schriftstellerin hauptsächlich in Berlin.
2018 veröffentlichte sie ihren Debütroman Alles was glänzt. Er gelangte im Juni 2018 auf Platz fünf der ORF-Bestenliste, wurde unter anderem mit dem mit 10.000 Euro dotierten Debütpreis des Österreichischen Buchpreises 2018 ausgezeichnet und für den aspekte-Literaturpreis nominiert. Im April 2021 sollte Alles was glänzt außerdem erstmals als Theaterproduktion aufgeführt werden, wofür die Autorin selbst ihren Text in eine Dramafassung umgearbeitet hat. Aufgrund der Corona-Pandemie wurde die Uraufführung auf Oktober 2022 verschoben.
Im März 2022 erschien ihr zweiter Roman Aufruhr der Meerestiere, der im Juni und Juli 2022 auf den zweiten Platz der ORF-Bestenliste und im Juli und August 2022 auf Platz fünf der SWR-Bestenliste gelangte und im August 2022 für den Deutschen Buchpreis nominiert wurde.

## Auszeichnungen (Auswahl)
- 2014: Finalistin beim 22. Open Mike Literaturwettbewerb der Literaturwerkstatt Berlin[1]
- 2014: Wiener Werkstattpreis
- 2015: New German Fiction Preis[3]
- 2015: Literaturförderungspreis der Stadt Graz
- 2016: Stipendium der Schreibwerkstatt Edenkoben
- 2016: Arbeitsstipendium des Berliner Senats
- 2017: Aufenthaltsstipendium in Schöppingen
- 2018: Österreichischer Buchpreis – Debütpreis für Alles was glänzt[8]
- 2018: aspekte-Literaturpreis – Finalistin mit Alles was glänzt[9]
- 2018: Atelier-Auslandsstipendium des Landes Steiermark in Lemberg, Ukraine[17]
- 2018: Rotahorn-Literaturpreis für Alles was glänzt[18]
- 2019: Märkisches Stipendium für Literatur[19]
- 2019: Shortlist für den Rauriser Literaturpreis mit Alles was glänzt[20]
- 2019: Steirerin-Award[21]
- 2020: Alfred-Döblin-Stipendium[22]
- 2021: Literaturstipendium der Stadt Graz[23]
- 2022: Longlist zum Deutschen Buchpreis mit Aufruhr der Meerestiere[16]
- 2023: Nominierung für den Clemens-Brentano-Preis mit Aufruhr der Meerestiere[24]

## Publikationen (Auswahl)
- 2016: Wenn sie kommen, Erzählung, Matthes & Seitz, Berlin 2016, ISBN 978-3-95757-319-3.
- 2018: Alles was glänzt, Roman, Luchterhand Literaturverlag, München 2018, ISBN 978-3-630-87561-3.
- 2022: Aufruhr der Meerestiere, Roman, Luchterhand Literaturverlag, München 2022, ISBN 978-3-630-87562-0.
- 2024: mit Anna Süßbauer (Illustration): Café Käfer, Kinderbuch, Leykam Verlag, Wien 2024, ISBN 978-3-7011-8301-2.
- 2025: mit Anna Süßbauer (Illustration): Was macht ein Dino im Museum?, Kinderbuch, Leykam Verlag, Wien 2025, ISBN 978-3-7011-8361-6.